# Boris Lagutin
Boris Lagutin (en russe : Борис Николаевич Лагутин, transcription française : Boris Nikolaïevitch Lagoutine) est un boxeur soviétique né le 24 juin 1938 à Moscou et mort le 4 septembre 2022 dans la même ville.

## Carrière
Médaillé de bronze aux Jeux olympiques de Rome en 1960 dans la catégorie des poids super-welters, Boris Lagutin devient champion olympique aux Jeux de Tokyo 1964 après sa victoire en finale contre le Français Jo Gonzales puis récidive quatre ans plus tard à Mexico aux dépens du Cubain Rolando Garbey.
Il remporte également au cours de sa carrière de boxeur amateur six titres nationaux entre 1959 et 1968 et deux titres européens à Belgrade en 1961 et à Moscou en 1963.

## Parcours auxJeux olympiques
Jeux olympiques d'été de 1960 à Rome (poids super-welters) :
- Bat Brimah Al-Hassan (Ghana) par KO au 1er round
- Bat John Bukowski (Australie) par arrêt de l'arbitre au 2e round
- Perd contre Wilbert McClure (États-Unis) 2-3

 Jeux olympiques d'été de 1964 à Tokyo (poids super-welters) :
- Bat Paul Hogh (Allemagne) 5-0
- Bat Jose Roberto Chirino (Argentine) par disqualification au 2e round
- Bat Eddie Davies (Ghana) par forfait
- Bat Józef Grzesiak (Pologne) 4-1
- Bat Joseph Gonzales (France) 4-1

 Jeux olympiques d'été de 1968 à Mexico (poids super-welters) :
- Bat Moises Fajardo (Espagne) par arrêt de l'arbitre au 2e round
- Bat Sayed El-Nahas (Égypte) par arrêt de l'arbitre au 2e round
- Bat Janos Covaci (Roumanie) par arrêt de l'arbitre au 3e round
- Bat Guenther Meier (RFA) 4-1
- Bat Rolando Garbey (Cuba) 5-0